# Paul Guillaume (marchand d'art)
Pour les articles homonymes, voir Paul Guillaume et Guillaume.
Paul Guillaume, né à Paris le 28 novembre 1891 et mort dans la même ville le 1er octobre 1934, à 42 ans, est un marchand et collectionneur français d’art moderne.
La majeure partie de sa collection est conservée à Paris, au musée de l'Orangerie.

## Biographie

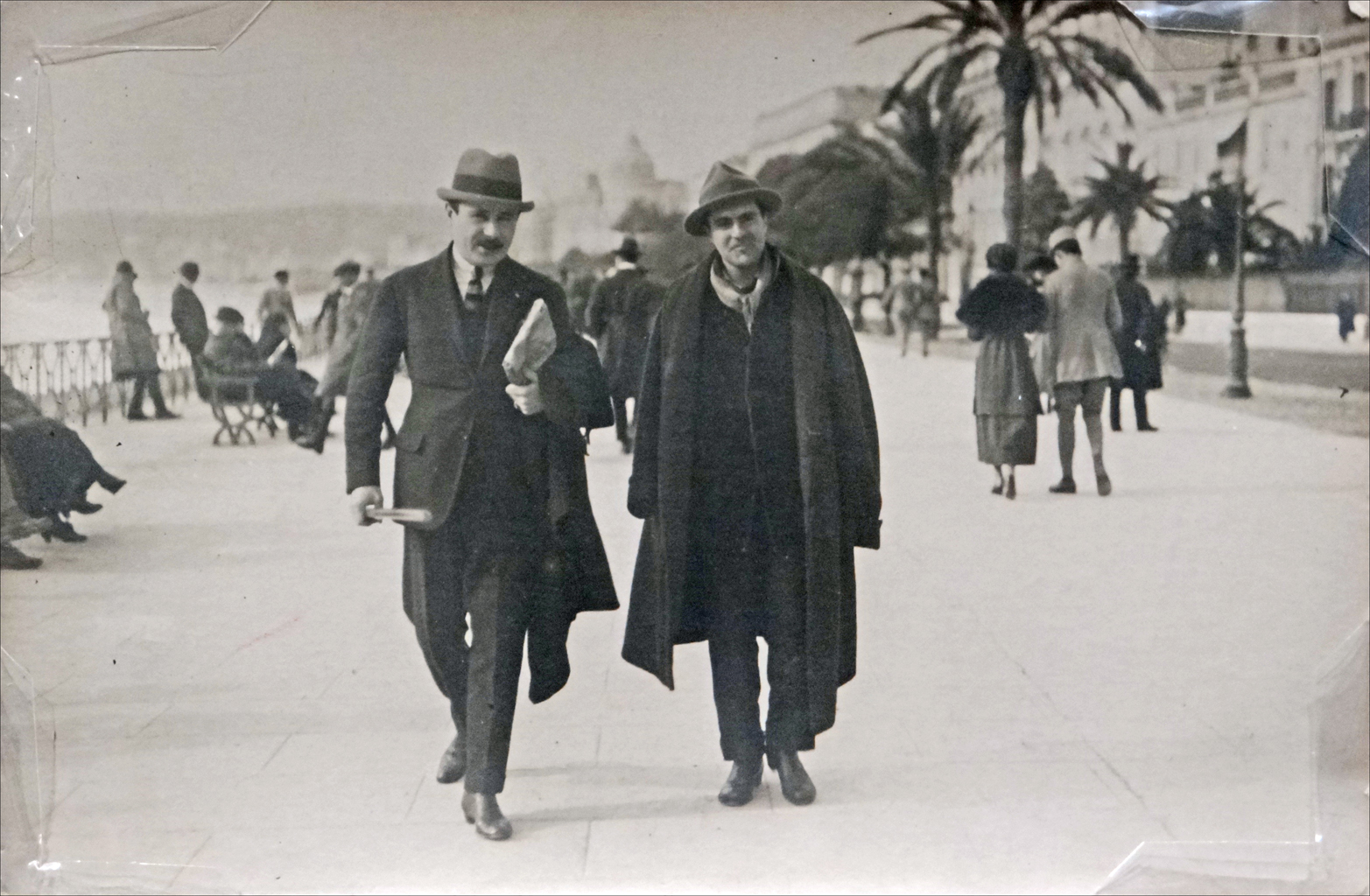
Paul Guillaume et Amedeo Modigliani à Nice en 1917, musée de l'Orangerie.

Paul Guillaume découvre et est l'un des premiers à organiser des expositions d'art africain qu'il présente d'abord dans son garage à Montmartre puis dans sa galerie à Paris. Son ami Guillaume Apollinaire, rencontré en 1911, lui fait connaître le Tout-Paris artistique. Ainsi, dans sa galerie parisienne, il présente et vend les œuvres des peintres Chaïm Soutine et surtout Amedeo Modigliani qui peint plusieurs portraits de lui.
Pendant la Première Guerre mondiale, il expose les œuvres de la période dite « métaphysique » de Giorgio De Chirico sur la scène du théâtre du Vieux-Colombier, tout en exposant André Derain, Pablo Picasso, Henri Matisse et Kees van Dongen dans sa galerie rue de Miromesnil.
Il épouse en octobre 1920 à Paris Juliette Lacaze (1898-1977) qu'il surnomme « Domenica ».
Le couple vit d'abord avenue de Messine puis dans un luxueux appartement de 600 m2 au no 22 de l'avenue du Bois à Paris.
En 1922, il conseille et fournit en tableaux Albert Barnes, ce richissime Américain qui crée près de Philadelphie la fondation qui porte son nom.
Paul Guillaume meurt prématurément, en 1934, d’une péritonite provoquée par une appendicite non soignée. Les hésitations de son épouse pour le faire hospitaliser soulèvent alors des questions mais Domenica n’est pas inquiétée.
Paul Guillaume fut d'abord enterré à Buffignécourt (Haute-Saône) mais, depuis octobre 1934, il repose au cimetière de Passy (Paris), le 1er à gauche de l'allée principale, dans un monument funéraire anonyme en forme de fausse porte surmontée d'un grand bas-relief de Zadkine.

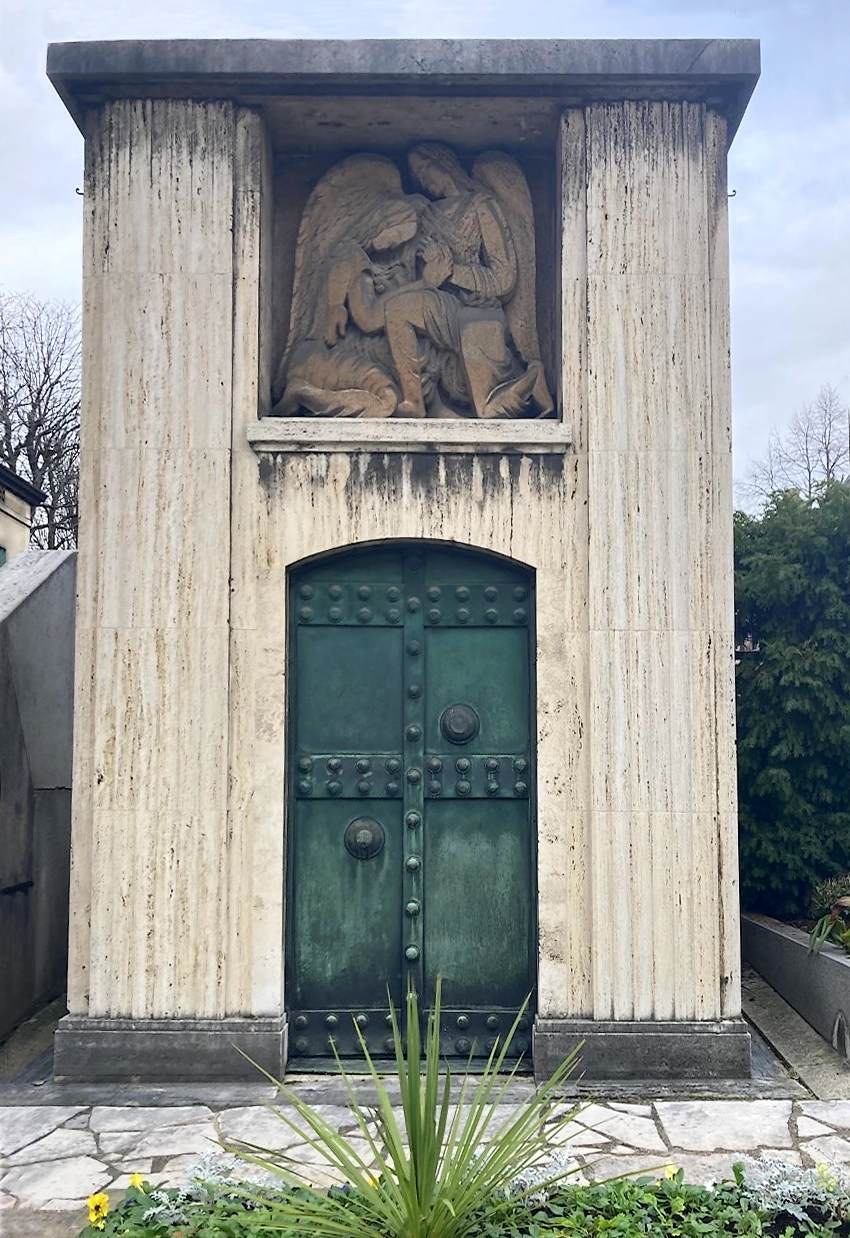
Chapelle funéraire au cimetière de Passy.

### Affaire Lacaze
Après la mort de Paul Guillaume, sa collection d’œuvres d’art est modifiée par sa veuve, remariée en 1941 avec l'architecte Jean Walter, dont elle a été la maîtresse pendant la maladie de Paul Guillaume. La collection est achetée par l'État, sous réserve d'usufruit, avec la participation de la Société des amis du Louvre.
La succession de cette collection est à l'origine de l'« affaire Lacaze » : les dispositions testamentaires de Paul Guillaume ayant prévu que si son épouse n'avait pas d'enfant de lui, une fondation en serait héritière. Domenica Guillaume simule alors une grossesse, obtient un certificat de grossesse et finalise son stratagème en adoptant un enfant, nommé Jean-Pierre Guillaume, grâce à Marcelle Riembault.
En 1959, Jean-Pierre Guillaume accuse le Dr Maurice Lacour, amant de Domenica Walter, et son frère Jean Lacaze de complot visant à l'assassiner. Lacour est condamné à la prison. L'entregent et la fortune de Domenica Walter lui évitent l'inculpation, mais une partie de la collection Walter-Guillaume (16 Cézanne, 23 Renoir, 5 Modigliani, 12 Picasso, 10 Matisse, 27 Derain et 22 Soutine, estimée à plus d'un milliard de dollars) est finalement cédée à l'État en 1959 et 1963.
La collection n’intégrera définitivement les murs du musée de l'Orangerie qu'après la mort de Domenica Walter en 1977. Elle y est conservée depuis 1984 aux côtés des Nymphéas de Claude Monet.
Archives relatives à Guillaume
Les traces écrites de son activité de galeriste ont disparu, mais Alain Bouret, fils du critique d'art Jean Bouret, qui aurait été le dernier compagnon de sa veuve, ayant hérité d'un millier de documents provenant de Guillaume, soit "quelques échanges manuscrits avec des artistes, des textes, calligrammes et croquis de sa main, deux albums d'articles de presse le concernant et un album de photographies personnelles" (De Daranyi), et a légué ces archives privées au Musée de l'Orangerie de Paris. Ce même musée a par ailleurs acquis plusieurs albums de photographies de tableaux, sculptures et dessins passés entre les mains de Guillaume, et conserve des photocopies de photographies de "pièces africaines et océaniennes" dont il a pu également faire commerce (même référence).